# Gergueil
 Gergueil  là một xã ở tỉnh Côte-d’Or trong vùng Bourgogne-Franche-Comté, phía đông nước Pháp. Xã Gergueil nằm ở khu vực có độ cao trung bình 505 mét trên mực nước biển.